# Bernardus Gelduinus
Bernardus Gelduinus fransk skulptör verksam omkring 1096.
Gelduinus är, till skillnad från många av hans samtida konstnärer, känd vid namn då en 127 cm hög relief i marmor i koromgången i basilikan Saint-Sernin i Toulouse bär inskriptionen "Bernardus Gelduinus me fecit". Det har antagits att Gelduinus inte bara utfört detta arbete utan också var mästare vid katedralen. Han har således attribuerats många andra verk i Saint-Sernin.

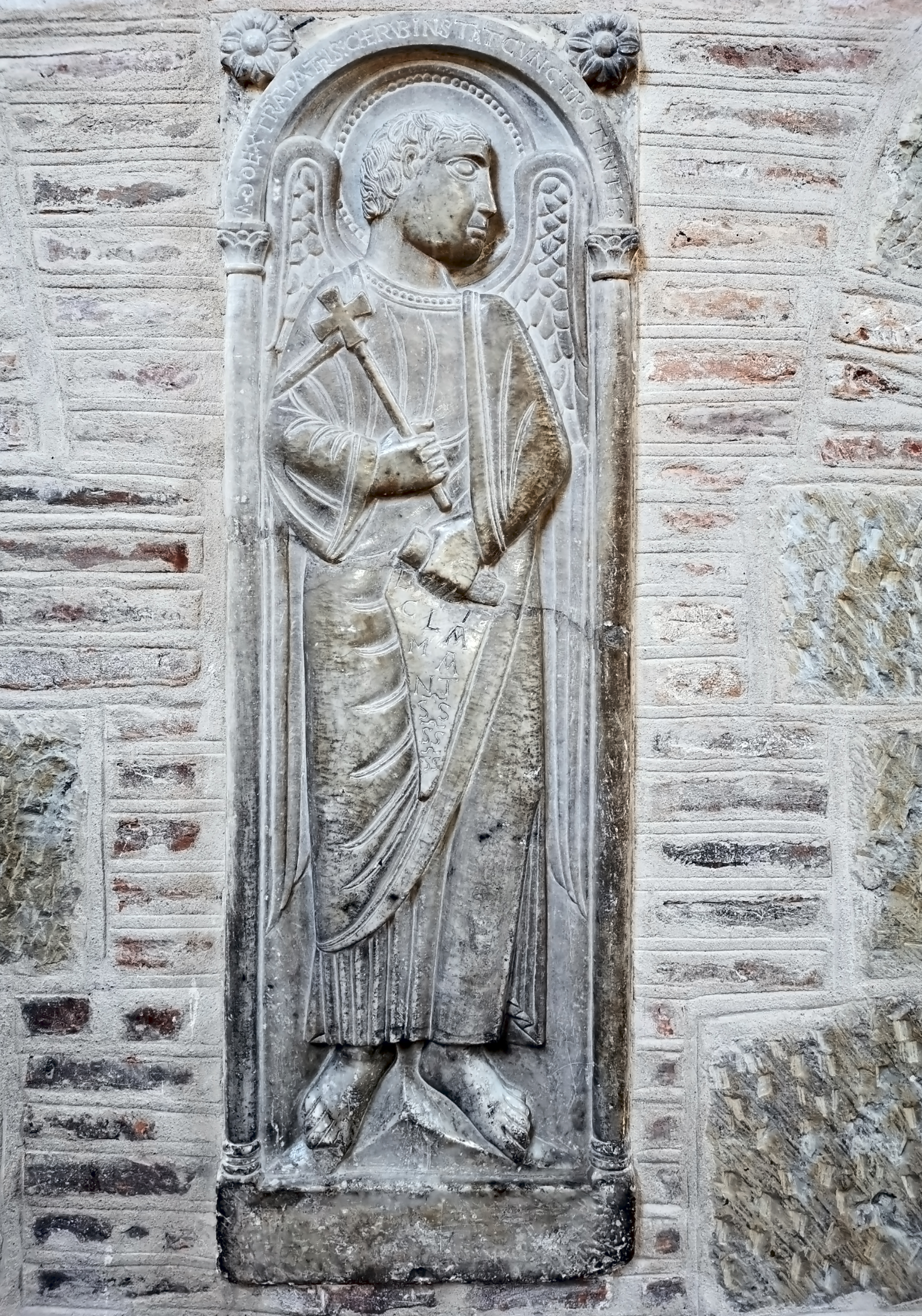
Kerub
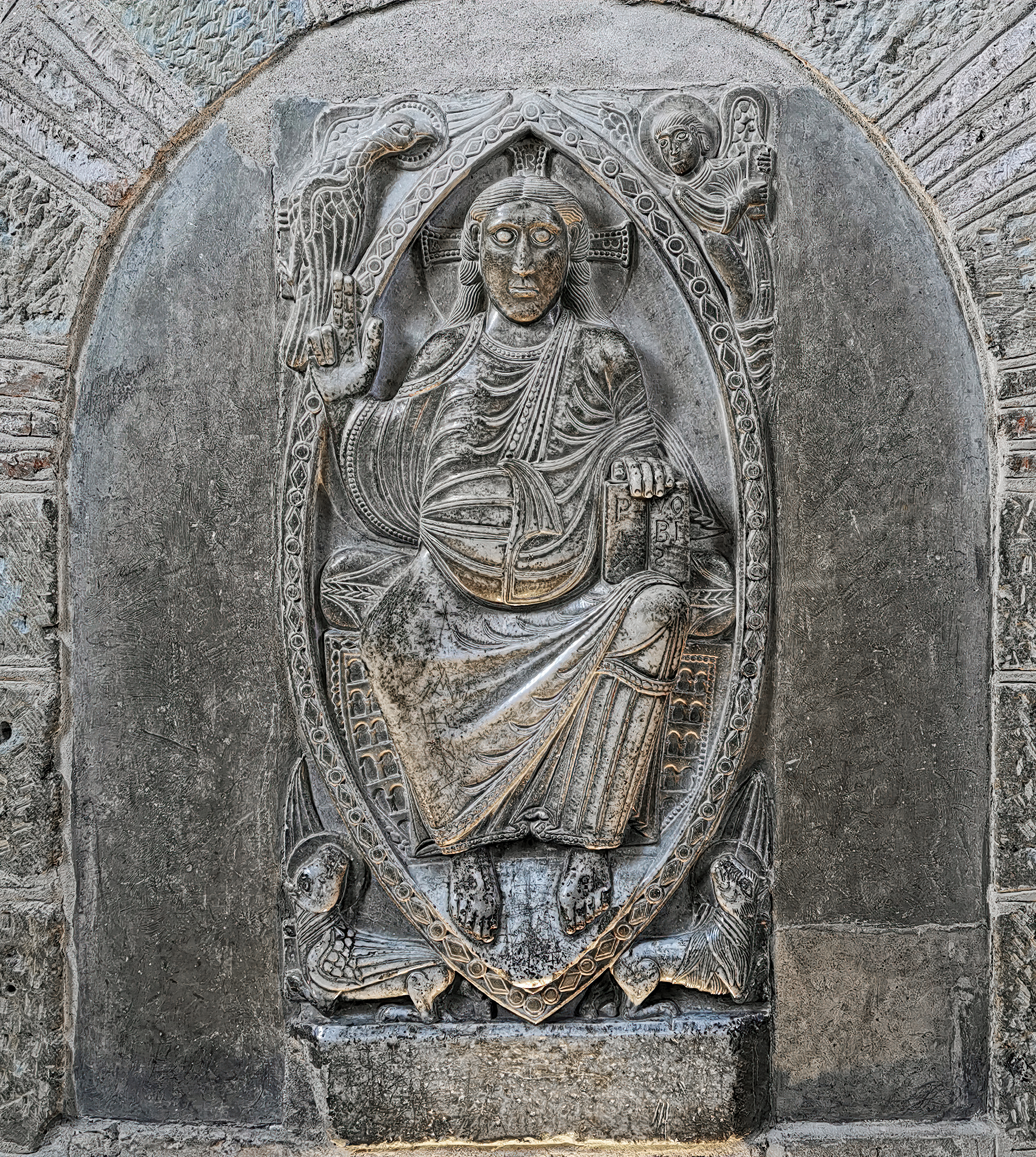
Kristus i majestät
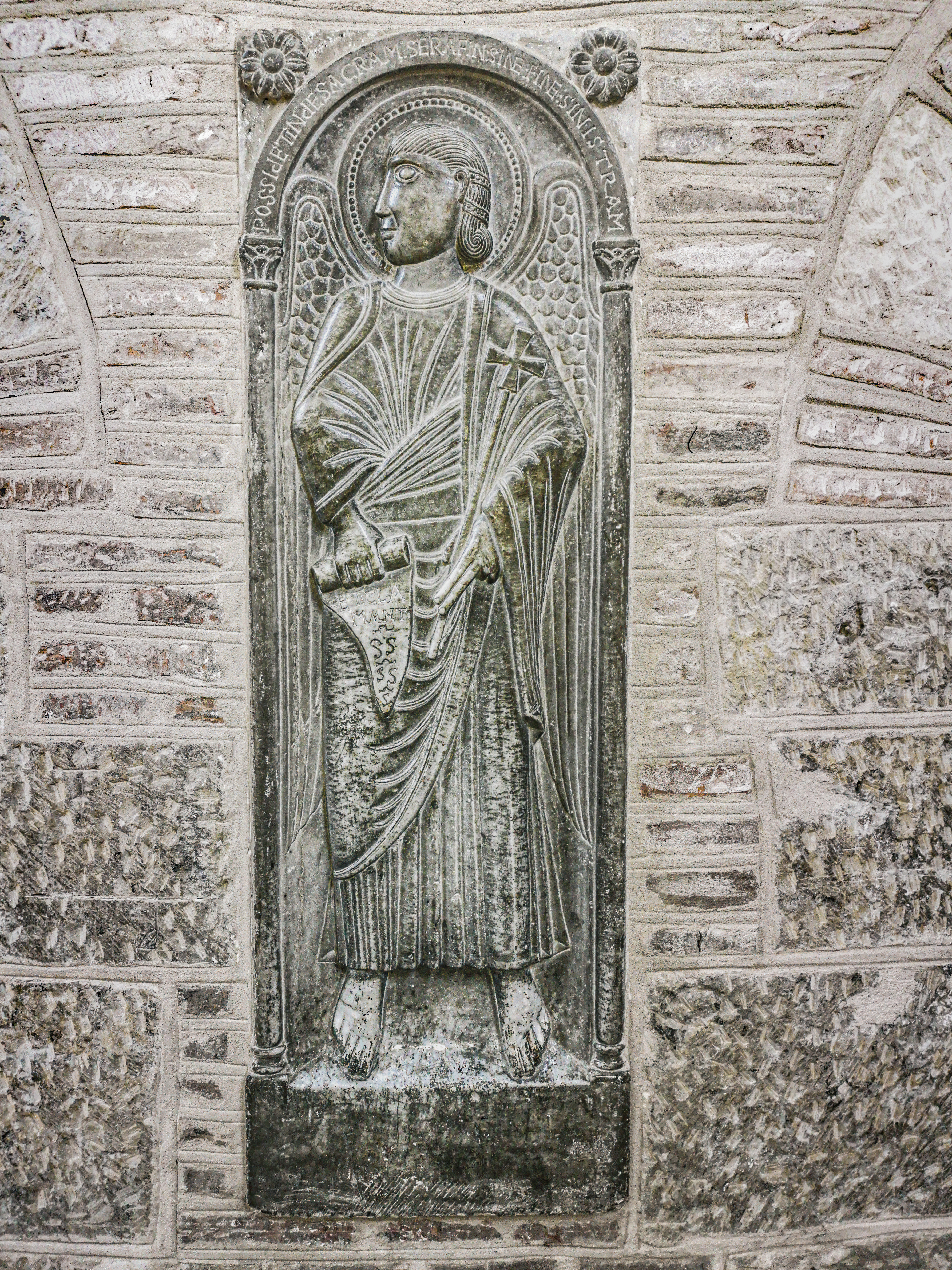
Seraf